# Hörning
Hörning är ett svenskt efternamn, som använts som soldatnamn.
Den 31 december 2012 fanns 32 personer med efternamnet Hörning i Sverige. Hörning var båtsmansnamn i Nordmalings socken, i Västerbotten, avseende Rote 164 Hörning.
Totalt 33 personer finns upptagna mellan 1680-talet och 1850-talet, som båtsman eller fördubblingsbåtsman i Medelpad eller Ångermanland.